# Cine Infantas
El cine Infantas fue una sala de proyección de la ciudad de Madrid, situada en el número 21 de la calle de las Infantas, del barrio de Chueca (Distrito Centro).
Inaugurada en 1948, entre noviembre de 1973 y junio de 1974 funcionó como sala provisional de la Filmoteca Española, que se trasladó al Cine Doré. Su cierre en 1992 fue un signo del inicio de la decadencia de las salas de cine tradicionales, en favor de los cines multisala. En su lugar se abrió un supermercado.